# Симпсон, Дэнни
Дэ́ниел Си́мпсон (англ. Daniel Simpson; род. 4 января 1987[…], Экклс, Большой Манчестер), более известный как Дэ́нни Си́мпсон (англ. Danny Simpson) — английский футболист, правый защитник. Воспитанник академии «Манчестер Юнайтед».

## Футбольная карьера

### «Манчестер Юнайтед»
Симпсон вышел из футбольной академии «Манчестер Юнайтед» и к 2005 году пробился в резервный состав клуба. В начале января 2006 года Дэниел, наряду с тремя другими молодыми футболистами «Юнайтед», перешёл на правах аренды в «Антверпен», клуб второго дивизиона чемпионата Бельгии.
Дебют Симпсона за основной состав «Манчестер Юнайтед» состоялся 18 июля 2006 года в матче против южноафриканской команды «Кайзер Чифс». «Юнайтед» выиграл эту встречу со счётом 1:0. Сэр Алекс Фергюсон так прокомментировал выступление молодого защитника: «По его выступлению и не скажешь, что это был его первый матч за „Манчестер Юнайтед“». Первую половину сезона 2006/07 Симпсон снова провёл в аренде за «Антверпен» и вернулся на «Олд Траффорд» в январе 2007 года. Однако вскоре он вновь был отдан в аренду в «Сандерленд», где он присоединился к своему одноклубнику Джонни Эвансу.
В августе 2007 года Симпсон подписал новый контракт с «Манчестер Юнайтед» до 2010 года. 26 сентября 2007 года он принял участие в матче на Кубок Лиги против «Ковентри Сити», который «МЮ» проиграл со счётом 2:0. 6 октября Симпсон дебютировал в Премьер-лиге в матче против «Уигана» на «Олд Траффорд», выйдя на замену получившему травму Джону О’Ши уже на 30-й минуте. Он сделал голевую передачу на Уэйна Руни, который забил четвёртый матч в этой встрече («Юнайтед» выиграл со счётом 4:0). Дебют Симпсона в Лиге чемпионов состоялся 23 октября 2007 года, когда Дэнни вышел на замену в матче против «Динамо Киев». 7 ноября в ответном матче с «Динамо Киев» Симпсон начал матч в основе. «Манчестер Юнайтед» выиграл эту встречу со счётом 4:0.
21 марта 2008 года Симпсон перешёл в «Ипсвич Таун» на правах аренды до конца сезона. Сезон 2008/09 Дэнни провёл в аренде в клубе «Блэкберн Роверс».

### Дальнейшая карьера
В 2010 году подписал трёхлетний контракт с английским «Ньюкаслом». В 2013 клуб сообщил, что не собирается продлевать контракт с Симпсоном, истекавший 30 июня.
27 июня 2013 года Дэнни Симпсон на правах свободного агента присоединился к «Куинз Парк Рейнджерс».
30 августа 2014 года перешёл в «Лестер Сити».

## Достижения
«Сандерленд»
- Победитель Чемпионшипа: 2006/07

«Ньюкасл Юнайтед»
- Победитель Чемпионшипа: 2009/10

«Лестер Сити»
- Чемпион Премьер-лиги: 2015/16